# Готическая архитектура
Готи́ческая архитекту́ра — тип сакральной и светской архитектуры, распространённый в периоды зрелого и позднего Средневековья (с конца XII по начало XVI века). Готическая архитектура сменила архитектуру романской эпохи и в свою очередь уступила место архитектуре эпохи Возрождения. 

В различных концепциях истории искусства готику интерпретируют и как исторический тип архитектуры, и как исторический художественный стиль. 
Готический стиль зародился во Франции, распространившись впоследствии по всей Западной Европе. 
Наиболее яркое выражение и основные черты этого стиля — изящество, устремлённость ввысь, богатое декоративное убранство — получили в архитектуре больших кафедральных соборов, хотя в эпоху готики возводили и разнообразные светские постройки.

## История изучения готической архитектуры
Термин «готический» по традиции приписывают Джорджо Вазари, который в эпоху Возрождения в книге «Жизнеописания наиболее знаменитых живописцев, ваятелей и зодчих» (1550) использовал его в качестве синонима «варварской архитектуры», противопоставляя её «римской». Вазари писал, что падение Римской империи повлекло за собой период забвения «истинно прекрасного», отмеченный господством «истощённой и устаревшей греческой манеры» (maniera greca) и «испорченной» готической (готами древние римляне называли варварские племена, вторгавшиеся с севера в пределы империи в III—V веках). Вначале этот термин применяли к литературе — для обозначения неправильной, искажённой латыни. Средневековую архитектуру тогда называли итальянским словом «tedesca» (немецкая).
Существует предположение, что слово «готика» около 1520 года впервые употребил итальянский живописец Рафаэль в докладе Папе римскому Льву X о ходе строительства собора Св. Петра. 
Существует версия, согласно которой слово «готика» до Вазари использовал нидерландский иезуит Карл Скрибаний, характеризовав построенное в 1531 году здание антверпенской биржи как «opus gothicum».
Первым теоретиком готической архитектуры был Жан-Франсуа Фелибьен Де Аво, опубликовавший в 1699 году эссе «Рассуждение об античной и готической архитектуре» (Dissertation sur l’architecture antique et l’architecture gothique).
В XVIII веке восторженное отношение к готической архитектуре выражали аббат Жан-Луи де Кордемуа и М.-А. Ложье в «Эссе об архитектуре» (Essai sur l’Architecture; 1752, опубликовано в 1753 году). Именно Ложье выдвинул идею равноценности готического и античного искусства и создания национального французского стиля архитектуры, совмещающего обе традиции. Он интерпретировал знаменитую «Хижину Витрувия» (в виде шалаша из плетёных ветвей) в качестве модели устремлённых ввысь готических сооружений.
Итальянский теоретик Франческо Милициа в 1770-х годах подчёркивал естественную красоту архитектуры готики и её соответствие «идее храма» — даже большее, чем подражание античным сооружениям. Милициа писал: «Готический стиль пригоден для наиблагороднейшего сооружения, какое только может построить архитектор, то есть для храма, и делает большую честь человеческому гению».
Особенности готической архитектурной конструкции, в частности в связи с возрождением готического стиля в период романтизма и историзма конца XVIII и первой половины XIX века, обсуждали И. В. Гёте, братья Буассере и многие другие.
Эрвин Панофский в книге «Готическая архитектура и схоластика» (Gothic Architecture and Scholasticism, 1951), а затем Пауль Франкль в книге «Готическая архитектура» (1962) привели всесторонний анализ архитектуры готики во взаимосвязи с развитием религии и социальных отношений.
Оригинальную теорию «просвечивающей структуры» (diaphane Struktur) создал немецкий историк искусства Ганс Янцен, изложив её в 1927 году в книге «О готическом пространстве церкви» (Über den gotischen Kirchenraum).

## Строительство
Романская и готическая архитектура были невозможны без архитектурного опыта мастеров предыдущих поколений и накопленных ими математических знаний. Метод рационального пропорционирования преобладал, благодаря опыту античных математиков, произведения которых хранили и читали на латинском языке в средневековой Франции. Геометрия поражала воображение средневековых художников как универсальное средство познания и моделирования Вселенной, соединяясь с типично средневековым, мистическим ощущением реальности. Основой готического стиля в архитектуре стала принципиально новая каркасная конструкция сводов с вынесением так называемого бокового распора на внешние опоры и освобождение стен от нагрузки. Это позволяло значительно увеличивать размеры сооружений, прежде всего кафедральных соборов, соответственно быстрому росту населения европейских городов.
Для возведения величественного готического собора требовались разведанные залежи камня, песка, извести, лес (древесина), а также наличие свинца, пластинами которого покрывали протяжённые готические крыши. Все эти условия удачно совпали во Франции, Испании, Англии, Польше, Чехии, Италии. Дерево не годилось для исполинских сооружений, да и частые пожары ограничивали использование этого материала. Камень предпочитали при создании сакральных сооружений, замков феодалов и крепостей. Источниками белого камня служили во Франции карьеры вблизи Турне, откуда камень и обтёсанные детали везли в Пикардию, Артуа, Шампань и даже в Англию.
Строительство было немыслимо без соответствующего инвентаря — железные инструменты, механические пилы, блоки, большие деревянные колёса для доставки строительных материалов на значительную высоту. Широкое использование этих колёс и других инженерных устройств зафиксировано в книжных миниатюрах, на картинах Яна ван Эйка и Питера Брейгеля-старшего. Поломанные и случайно спасенные колёса того времени стали музейными экспонатами.
- Обтёсывание каменных глыб
- Строительные леса
- Колесо для подъёма каменных глыб

В эпоху зрелого Средневековья города становятся центрами денежных операций, средневекового производства, ремёсел и торговли. Возникают и крепнут профессиональные гильдии и цехи. Рост благосостояния горожан, мирян и священства помогло направить значительные материальные ресурсы на возведение памятников культовой архитектуры.
Строительство готических храмов затягивалось на многие десятилетия, однако это не препятствовало религиозной жизни. Возведение алтарной части и хора позволяло начинать богослужения в недостроенном храме. На боковых столбах возводили крышу, затем под этой кровлей не спеша выкладывали каменный свод собора, мостили пол, стеклили окна витражами. К примеру, собор Св. Вита в имперской столице Праге столетиями состоял из алтарной части и южной башни. Его западные башни и своды достроили только в XIX веке.

### Финансирование
Существенному обогащению монастырей и аббатств способствовала распространённая практика паломничеств. Сборы пожертвований на постройку храмов сопровождались настоящими махинациями монахов, которые путешествовали с сомнительными реликвиями и торговали индульгенциями. Встревоженный этим положением, Латеранский собор 1215 года наложил ограничения на почитание реликвий. Парижский прелат Пьер де Шантр в 1180 году писал:
Тяжкий грех строить церкви
так, как это делается
в наши времена.
Монастырские сооружения и
соборы строят с
применением жадности и обмана, хитрости
и лжи, неискренних проповедей.
Мятежные горожане Реймса в 1235 году сражались камнями, предназначенными для построения прославленного ныне Реймсского собора.

### Каркасная система
Техническим достижением средневековых архитекторов явилось открытие ими нового способа распределения тяжести сводов на опорные элементы архитектурной композиции. Обнаружилось, что вес и давление каменной кладки могут концентрироваться в определённых точках, и если их поддержать именно в этих местах, другим элементам постройки уже не обязательно быть несущими. Так возник знаменитый каркас в готической архитектуре.
Новаторство технического решения состояло в следующем: свод перестали опирать на стены, массивный цилиндрический свод заменили ажурным нервюрным крестовым, давление этого свода передается нервюрами свода через аркбутаны на внешние опоры, находящиеся снаружи здания — контрфорсы.
Эти революционные находки позволяли не только экономить строительные материалы, но и объединить внутреннее пространство храма в единое целое, отказавшись от загромождавших и затемнявших его колонн. Вместе с улучшением освещённости нефа стало возможным и радикальное увеличение высоты зданий. Некоторые готические храмы Европы превышали по высоте пирамиду Хеопса, которая в течение многих тысячелетий оставалась самым высоким сооружением Земного шара.

## Появление во Франции
Готика зародилась в северной части Франции (Пикардия, Иль-де-Франс) в середине XII века и достигла расцвета в первой половине XIII в.
Центром религиозных реформ в средневековой Франции было аббатство Клюни, что в Бургундии, — старейший из монастырей ордена бенедиктинцев. Библиотека монастыря насчитывала 570 манускриптов и была среди крупнейших в тогдашней Европе. Именно здесь уделяли большое значение укреплению церкви как духовного учреждения и разработали свой тип базилики, которая наилучшим образом соответствовала условиям реформированной католической мессы.
Так возникла в 1088 году пятинефная базилика Клюни с двумя трансептами, алтарная часть которой была расширена венцом капелл. После достройки в 1220 году трёхнефного помещения с запада базилика в Клюни сравнялась в размерах с главным храмом католичества — базиликой Св. Петра в Риме. Длина базилики Клюни достигла 187 метров.
Так называемая третья базилика Клюни возникла на месте двух предыдущих и стала образцом для почти всех крупных соборов Франции эпохи готики. Строители в Клюни придерживались строгой симметрии. Это сооружение было снесено в 1807 году, но чертежи дают возможность представить себе величие первичного замысла. Странствующие артели строителей Франции распространили знания и строительные традиции бенедиктинцев из Клюни в Иль-де Франс-и Париж, Швейцарию, Германию, Британию.
Крёстным отцом готического стиля считается влиятельный и могущественный аббат Сугерий, который в 1135-1144 годах перестроил в новом стиле базилику аббатства Сен-Дени. Традиционно принято считать, что именно с этого здания начинается эпоха готики в странах Западной Европы. Сугерий писал, что высокий, залитый светом храм призван символизировать безбрежный свет, исходящий от Бога. Вскоре вслед за Сен-Дени новый стиль был применён при возведении собора Парижской Богоматери (заложен в 1163) и Ланского собора (заложен в 1165).
Из городских кафедральных соборов первым в готическом стиле был выдержан собор в Сансе. Его освящение состоялось в 1168 году. На романскую основу были нарощены шестисегментные ребристые своды, аркбутаны, своеобразной формы шеве. При закладке соборов того времени зодчие планировали возвести немало башен (в Лане — семь, в Шартре — девять), однако эти замыслы практически нигде не были осуществлены в связи с дороговизной и долгими темпами строительства.
В сравнительно короткие сроки (с 1194 по 1220 гг.) удалось возвести Шартрский собор. Как и Реймсский собор (заложен в 1212), этот памятник отличается удивительной художественной цельностью; здесь лучше, чем в других городах, сохранилось первоначальное скульптурное и витражное убранство. Практически одновременно с Шартрским был возведён Буржский собор с широким арочным порталом и высоким нефом, но без трансепта. Этот проект был принят за образец при возведении готических храмов на Пиренеях.
Для XIII века характерно соревнование крупнейших диоцезов за возведение собора наиболее грандиозного по своим основным параметрам, включая вместительность и высоту. Победителем в этой «гонке» вышел Амьенский собор, заложенный в 1218 году. Его главный соперник, собор в Бове, задуманный ещё более масштабным, обрушился из-за недостаточной прочности контрфорсов. После этой катастрофы, подведшей черту под порой радикальных структурных экспериментов, зодчие стали подходить к проектированию более осмотрительно.
Начало Столетней войны и «чёрная смерть» привели к остановке строительных работ в XIV столетии. На примере Клермонского и особенно Руанского собора можно проследить, как менялись архитектурные вкусы в этот период. Своды и рёбра становятся с каждым десятилетием всё легче. В скульптурном убранстве получают распространение природные мотивы, имитирующие листву, цветы и плоды растений.
Во Франции зрелую готику с середины XIII по середину XIV века называют «лучистой». Помимо Амьенского собора, наиболее чистый образец этого стиля — Святая капелла Людовика IX в Париже. В XV веке на смену лучистой приходит «пламенеющая готика» (см. ниже).
- Тульский собор
- Собор Парижской Богоматери
- Ланский собор
- План аббатства в Клюни XIII столетия.
- Реконструированная Виолле-ле-Дюком Каркасонская крепость на юге Франции

## Готика Англии
Готика Англии возникла очень рано (в конце XII в.) и существовала до XVI века. Вялое развитие городов привело к тому, что готический собор здесь стал не городским, а монастырским, окружённым полями и лугами. Отсюда, очевидно, его «распластанность» по горизонтали, растянутость в ширину, наличие множества пристроек. Доминанта собора — огромная башня. Чистейший образец ранней английской готики — собор в Солсбери. Он станет темой полотна Джона Констебла — хранится в музее искусства Метрополитен, Нью-Йорк.
Главный готический собор Англии — Кентерберийский, резиденция архиепископа Кентерберийского, национальная святыня. Собор Вестминстерского аббатства в Лондоне — место коронации и погребения английских королей со времен Вильгельма Завоевателя, впоследствии усыпальница великих людей Англии — близок к французской готике.
Начиная со времени Столетней войны строительство в Англии сокращается. Из гражданской архитектуры этого времени — Вестминстерский королевский дворец (XIV век) с его Вестминстер-холлом площадью 1500 м².
В отличие от французской, английская готика не была тесно связана с конструкцией, хранила прямоугольные, удлинённые объёмы. Фон заполняли декоративными элементами, что на фасадах образовывали экраны-декорации. По ним трудно было предположить построение интерьера. Декор (форма окон, рисунки оконных перегородок и т. п.) преобладает и первым бросается в глаза. Эволюцию английской готики прослеживают именно по изменениям декора. Отсюда и названия периодов -
- раннеанглийская готика (конец XII — середина XIII веков)
- геометрически-криволинейная (середина XIII — середина XIV веков)
- перпендикулярная (середина XIV века — XVI век).

Сохранены свидетельства о приглашении французских мастеров в Британию. Хоры собора в Кентербери выстроил французский архитектор Вильгельм из Сана. Но пример не имел последствий и его не копировали. Огромный собор в городе Дарем строили по плану собора Св. Троицы города Кане в Нормандии, Франция. Даремский собор меньше всего пострадал от поздних перестроек, но имеет «британские» черты — мощные прямоугольные объёмы, прямоугольная башня, более насыщенный декором западный фасад, чем в собор в Кане. Высота нефов британских соборов меньше французских образцов, поэтому не было развитой системы аркбутанов и контрфорсов, хотя они встречаются.
Нервюры сводов со временем усложняются. Англичане начинают соревноваться в изобретении всё новых рисунков и орнаментов потолков. Небольшие сооружения вроде часовни Королевского колледжа до сих пор удивляют большими готическими окнами и переусложнёнными рисунками потолков. Им настолько предоставляли преимущество, что они пережили настоящий расцвет в сооружениях часовен, балдахинов, потолков над захоронениями. Переусложнённые готические потолки в «перпендикулярном стиле» — характерный признак старейших английских университетов (Оксфорд, Кембридж), где их создание приветствовали ещё в XVII веке, игнорируя европейские стили и европейский опыт.
Храмовое строительство в стране понемногу сокращалось (большими были ещё романские соборы, которые никуда не делись и использовались по назначению). Набирают мощь торгово-промышленные корпорации, которые заказывают «банкетные залы», цеховые дома, к соборам пристраивают роскошные цеховые часовни. Так распространяются зальные здания с большими окнами. Потолки удивляют ювелирно выполненными нервюрами звёздчатых, сотовых, веерообразных форм различных вариантов.
- Собор в Йорке, звёздчатые своды
- Своды в Богословской школе, Оксфорд
- ЦерковьСв. Марии, Яттон, плоский декор южного портала
- Своды собора в Винчестере
- Собор в Винчестере, своды главного нефа.

### Планы готических соборов Британии
- План собора в Иле.
- План собора в городе Линкольн, Англия.
- План собора в городе Дарем.
- Кентерберийский собор, план

## Готика Германии
Немецкая готика складывалась под влиянием готики Франции, но имела региональные особенности. Недостроенные романские постройки достраивают в новом стиле или добавляют к ним лишь готические детали и элементы, не изменяя конструктивную базу сооружений. Возникает целый ряд сооружений романско-готического, переходного стиля, не лишённых выразительности, монументальности и достаточно отличных от готических сооружений Франции, Испании, Британии. Среди значимых сооружений этого периода:
- Часовня св. Варфоломея, 1017 год, Падерборн, Северный Рейн-Вестфалия
- Собор св. Килиана, 1042—1188 годы, Вюрцбург,Бавария.
- Собор свв. Петра и Георгия, 1186—1237 годы, Бамберг, Бавария

- Собор свв. Петра и Георгия, Бамберг, Бавария
- Кафедральный собор, Вюрцбург, план
- Церковь св. Михаила в аббатстве Святого Михаила, Бамберг
- Церковь св. Андрея, Хильдесхайм

Постепенно немецкая готика приобретает мощь, индивидуальность и появляются как заимствованные из Франции образцы, так и оригинальные, местные. Среди первых зданий, что имели сугубо готические черты, была церковь Богоматери в городе Трире (начата в 1230 году). Она центрична по плану, в основу которого положен равноконечный крест. Вытянута лишь алтарная часть. Изюминкой церкви были две часовни в каждом углу креста. Подобного расположения часовен не знала даже классическая страна готики — Франция. Изобретение неизвестного немецкого мастера стало шедевром. Другими ранними творениями немецкой готики являются церковь св. Елизаветы в Марбурге (начата в 1235 году) и Магдебургский собор (начат в 1209).
Готические постройки Германии имеют свои особенности: архитекторы не разрабатывают и не украшают западный фасад, как во Франции, башен часто не две, а одна высокая или четыре, вход в собор с бокового фасада, а сама архитектура сохраняет строгий геометрический, почти крепостной характер.
Исключением стал Кёльнский собор, что напоминает французские модели. Строительство Кёльнского собора началось в 1248 году и продолжилось, с перерывами, до 1880 года, — более чем 600 лет. Его проект создал архитектор Герард фон Риле, (или Мастер Герхард). В молодые годы, будучи ещё подмастерьем, он путешествовал по городам Франции, где видел собственными глазами создание величественных соборов в городах Бове, Амьен и т. д. Имея соответствующую квалификацию, принимал участие в строительстве и набирался опыта. Вернулся в Кёльн, где получил заказ на создание невиданного городского собора, где должны были хранить реликвии трёх волхвов («трёх царей»). Считают, что архитектор два года работал над созданием плана невиданного по размерам и высоте собора. Он имел пять нефов, семь часовен (по числу трёх Царей и четырёх евангелистов). Чрезвычайно тщательно архитектор разработал и фундаменты собора, экономно использовав остатки ещё романского храма и глыбы древнеримских сооружений. При жизни Герард фон Рила успеет увидеть готовые часовни, хор и здание собора без башен. Он умер, когда ему исполнилось более шестидесяти (точной даты рождения не найдено). Собор стоял недостроенным до середины XIX века. За его достройку взялась протестантская Пруссия, которая финансировала проект как признак национального воссоединения, и инициировала сборы средств. К строительству привлекли талантливого архитектора и инженера, им был Эрнст Фридрих Цвирнер. Смелый Цвирнер руководствовался проектными решениями Герарда фон Риле, но использовал и современные материалы. Так, он отказался от использования дерева в строительстве конструкций крыши и заменил его железом, чем вызвал шквал обвинений. Убеждение правоты Цвирнера пришло неожиданно. Сгорела деревянная крыша собора во Франкфурте — и критики замолчали. Талантливый Цвирнер получил право достраивать собор без значительных препятствий. Кёльнский собор — длиной 144,5 м и имеет 86,5 м ширины, а его две башни достигают 157 м в высоту.

## Кирпичная готика Германии и Польши
Медленное распространение западных идей в Польше вызвано тем, что церковные реформы Григория VII были восприняты в Польше лишь в начале XIII в., гораздо позже, чем в Богемии.
Готический стиль распространился в Польше в течение XIV—XV вв. На юге, в районе Кракова, доминировала готика французского типа. Немецкая готика распространилась на Западе и Севере Польши. Значительное распространение готическое искусство получило в городах немецких колонистов. Тевтонские рыцари, великие магистры которых часто были профессиональными строителями, переняли тот специфический стиль готической архитектуры богатых городов Ганзы. Некоторые из этих сооружений, церковь Божьей Матери в Данциге (ныне Гданьск, 1345—1503) и самое значительное кирпичное сооружение — дворец великих магистров в Мариенбурге (1276—1335), оказали большое влияние на строительство в северо-восточной Польше. Имело своё влияние и чешское готическое искусство, представленное учениками Петра Парлержа. Позднеготический стиль расцветёт в Польше только в XV в.
Готическая архитектура обычно использовала тёсаные камни (песчаник, мрамор). Но в местностях с дефицитом или отсутствием природных залежей камня использовали кирпич. Прежде всего это характерно для готических сооружений северных княжеств Германии и Польши. Кирпич использовали не только для построения небольших жилых домов, но и для величественных готических соборов. Использование кирпича обусловило особенности подобной готики, потому что унифицированный кирпич значительно ограничивал создание готических узоров, сделанных из тёсаного камня. Строители вышли из ограничений созданием и использованием фигурного кирпича (лекальный кирпич), который предоставил возможность создавать настоящее готическое плетение.
- Костёл Св. Анны, Вильнюс
- Мэрия Любека, кирпичная готика, Германия.
- Голштинские ворота, г. Любек, Германия.
- г. Торунь, кирпичная готика Польши.

## Готика в Чехии
В эпоху готики (XIII—XIV — частично XV века) Чехия вошла в круг развитых и культурных стран Европы, и поэтому имела значительную самостоятельность, несмотря на формальное подчинение Священной Римской империи германской нации. Здесь активно развивались торговля, ремесла, городская жизнь, архитектура.
Архитекторы быстро усваивают новые архитектурные идеи. Нестойкая деревянная архитектура заменяется каменной, что способствует её безопасности и сохранению на века. Образцы чешской готической архитектуры мало чем уступают образцам готической архитектуры других стран, а исключений только два — архитектура Франции и Италии. Готический собор становился доминирующим зданием городских площадей, объединив вокруг себя ратушу и дома жителей с готическими галереями первого этажа — характерный признак многих чешских городов эпохи готики и в дальнейшем. 
Готические соборы Чехии — часто зального типа, когда главный неф равен по высоте боковым нефам или мало их превышает. Трансепт развития не получил (поперечный неф, что придаёт плану форму креста), его почти не используют. Угловые стены толстые, мощные, они лишены дополнительных опор, как у соборов Франции. А их высотный образ играл значительную роль пространственного ориентира. Узкие высокие окна украшены витражами. Трудоёмкая технология и войны тормозили работу, и большие соборы часто остались недостроенными, как это произошло с грандиозным собором св. Вита в Праге. Его достроили в формах, приближенных к средневековой манере Парлержа, лишь в конце XIX — начале XX веков. Но именно готические соборы Чехии стали крупнейшими церквями страны, среди них:
- Собор Святого Вита, Прага
- Собор Вознесения Девы Марии и Святого Иоанна Крестителя, Седлице, Кутна-Гора
- Собор Вознесения Девы Марии, Святого Вольфганга и Святого Бенедикта, Кладруби.
- Собор Святого Вацлава, Оломоуц.

Шедевром поздней готики Чехии стал собор Святой Варвары в Кутна-Горе.
- Витражи алтаря. Собор Святого Вита
- Южный фасад собора Святого Вита
- Храм Девы Марии перед Тыном, Прага
- Собор Святого Вацлава, Оломоуц
- Костёл Святых Петра и Павла, Мельник
- Собор Святой Варвары, Кутна-Гора
- Костёл Святого Иакова Старшего, Кутна-Гора

## Испанская готика
Арабы привнесли в искусство Испании развитую культуру орнамента и оставили ряд прекрасных памятников архитектуры, среди которых мечеть в Кордове (XVIII век) и дворец Альгамбра в Гранаде (XIII—XV века) — мавританский стиль. В XI—XII веках на территории Испании развивается романский стиль в архитектуре, лучшая достопримечательность стиля — собор в городе Сантьяго-де-Компостела. В XIII — первой половине XV веков в Испании, как и во всей Западной Европе, формируется готический стиль.
Конец XII — начало XIII в. в Испании, как и во всей Европе, были обозначены важными изменениями: усилилось могущество великих монархов, объединялись мелкие государства, монастыри теряли своё влияние, возникли городские общины с их самоуправлением. Все это способствовало пробуждению народного сознания всех сфер жизни общества и, прежде всего, искусства, архитектуры, выразившееся в готике. Испанская готика нередко заимствует мавританские черты (соборы в Севилье, Бургосе и в Толедо).
Кафедральный собор в Толедо — среди крупнейших в Европе. Его заложили около 1227 года. Имеет пять нефов и напоминает французские модели. Толедо был центром католицизма в Испании, поэтому собор постоянно достраивали (зал капитула, ризница, реликварий, даже гардеробный зал). Вследствие этого он терял чистоту стиля готики, но обогащался чертами других стилей и насыщался образцами искусства (резьба кресел Алонсо Берругете-шедевры прикладного искусства Испании в хоре кафедрального собора).
По плану должно было быть две башни на западном фасаде. Но построили только одну, и такую высокую, что она стала доминантой исторического центра Толедо.
Особое художественное явление в Испании имел так называемый стиль «мудехар», сформировавшийся слиянием в архитектуре элементов готики (а позже — Ренессанса) с мавританским наследием.

## Готика в Нидерландах
Земли Исторических Нидерландов ныне поделены между Бельгией, Голландией (что сохранила историческое название Нидерланды), Люксембургом и северной Францией.
Уже в XII веке архитектура Нидерландов и их инженерные знания достигли значительных успехов. Романский стиль несколько здесь задержался, что породило интересные компромиссные формы с романскими и готическими чертами, что было характерно и для готики Германии. Примером такого компромисса были сооружения собора в Турне южнее Брюсселя. Выразительность хора собора в Турне была столь значительной, что стала примером для других сакральных сооружений, например, в Утрехте.
Наиболее значительным сооружением эпохи готики стал собор Св. Гудулы в столичном Брюсселе, заложенный в 1220 году и законченный в 15 в. Образцом для него служил Реймсский собор Франции. Но в Нидерландах не получила значительного развития скульптура на фасадах, что придавала такую выразительность и привлекательность соборам Франции. Поэтому фасады собора Св. Гудулы более сдержанные. Другие важные примеры культовой готической архитектуры - Собор Антверпенской Богоматери, Льежский собор, Собор Святого Бавона (Бельгия), Собор Святого Иоанна, Утрехтский собор (Нидерланды). 
Амбициозные проекты возникают не только в столичных городах нидерландских провинций, но и в небольших городах вроде Зирикзе, что южнее Роттердама. По проекту, башня монастырской церкви Св. Левена должна иметь пять ярусов несмотря на фигурную крышу, но успели выстроить лишь огромные два нижних.
Низинные земли (Нидерланды) имеют влажные, недолговечные почвы. Здесь опасно было строить достаточно высокие соборы с каменными сводами, а те, что строили, разрушались из-за усадки сооружений и почвы. Это обусловило сооружение лишь величественных башен и невысоких сакральных сооружений с деревянными перекрытиями, характерными для ранних готических сооружений Италии и, особенно, для Англии. Отсутствие значительных залежей камня побудило к широкому использованию кирпича, особенно в северных районах.
Кроме сакральных сооружений, значительного развития достигло создание светских по назначению готических сооружений — ратуш, гильдийских зданий, рынков. Раскованная инициатива горожан и архитекторов способствовала чрезвычайному их распространению и разнообразию образного строя, которого в период готики не имела ни одна из стран Западной Европы. Нижние этажи отводили под склады или магазины (чаще всего - для торговли сукном), верхние служили для заседаний городского самоуправления и руководителей гильдий. Здания ратуш и суконниц часто комбинировались с высокими башнями-беффруа. Среди старейших из сохранившихся готических гильдий — Палата суконщиков в городе Ипр, закончена в 1304 г. Палата сукнощиков была большей частью разрушена в годы 1-й мировой войны и восстановлена в послевоенные времена. Восторг современников вызвали её размеры, схожие с небольшим собором, узоры и красота линий, схожие с дворцами Венеции. Фасад сооружения достигал 135 м в длину и имел башню 70 метров высотой. Высотной доминантой богатого исторического города Брюгге была и осталась величественная башня Торговых рядов (1283—1364 гг.), более схожих с другими образцами национальной архитектуры, лишённых легкомысленных узоров и лишних мелочей. Важнейшими образцами поздней гражданской готики являются Брюссельская ратуша, Лёвенская ратуша, Ауденардская ратуша и другие, которые созданы уже в XV и XVI веках.
Несмотря на проторенессансные черты искусства Нидерландов XV—XVI веков, готическая стилистика сохранила свои позиции в строительстве. Примером широкого использования форм поздней готики стал собор в городе Мехелен (Малин), созданный в 1342—1487 гг. Величественную башню собора, более похожую на образцы Британии, достроили в XVI веке, когда Нидерланды уже были вторым после Италии известным центром стиля Возрождения в Западной Европе.
- Собор Святого Иоанна, г. Гертогенбосх
- Палата суконщиков Ипра
- Собор Святого Румольда
- Башня Св. Мартина, г. Гронинген.
- Башня кафедрального собора, г. Утрехт
- Большая церковь, г. Бреда

## Готика в Италии
Искусство заняло особое место в сознании и деятельности небольших княжеств Италии. Не только сакральная архитектура, но и создание бронзовых монументов, общественно значимых светских сооружений, фресок, икон — стало предметами внимания как простого люда или купцов, так и правительственных чиновников или аристократии, что искала политической поддержки и популярности. Уже в XII—XIII веках Византийская империя и арабские страны были значительно ограничены в использовании торговых путей Средиземноморья, которые взяли на себя города Италии. Итальянские города-государства Пиза, Генуя, Венеция чрезвычайно обогатились в посреднической торговле между странами Востока и слабой Византией и странами Европы. Расцвели ремесла в городах Милан, Сиена, Болонья, Флоренция. Накопленные богатства и были направлены на создание новых величественных соборов, крепостей, замков, дворцов, правительственных сооружений. Черты своеобразия имела уже архитектура романской эпохи Италии и так называемый инкрустационный стиль. Последний возник в Италии благодаря наличию разноцветных залежей камня и мрамора и любви итальянцев к орнаменту.
Архитектура XII—XIII веков в Италии не отличалась стилевым единством. Уже первые готические сооружения (Сиенский собор, собор в Орвието), несмотря на внушительные размеры, не имеют мистического направления вверх, а уравновешены, удивляют сочетанием разноцветного камня с другими средствами декора — мозаиками, тёсаными деталями, рельефами. Готические влияния имели место при создании трёх известных достопримечательностей Флоренции готической эпохи — это Санта Мария Нуова, церковь Санта Кроче и Санта Репарата (позже переименована в Санта Мария дель Фьоре). Но сразу бросались в глаза разительные отличия. В церкви Санта Кроче (Святого Креста) архитекторы отказались от каменных сводов. Их заменили деревянными балками, что облегчило нагрузки крыши на опоры. Столбы опор можно было сделать на большем расстоянии, а саму церковь — шире. Боковые нефы сочетались с центральным, что производило впечатление единого и спокойного интерьера без значительного рывка вверх, присущего соборам Франции и Британии. В конце XIII века начато строительство главного собора Флоренции — Санта Репарата. Проект сооружения создал архитектор Арнольфо ди Камбио, причастный к проекту и строительству также церкви Санта Кроче. Создание огромного (153 м длиной) собора имело целью уравнять флорентийский собор с готическими соборами других стран. Собор был запланирован настолько большим, что в реальности выстроили значительно короче в длину при сохранении проектной ширины в 40,6 метра.
- Санта Кроче, интерьер.
- Санта Мария дель Фьоре интерьер.
- Санта Репарата и проект Арнольфо ди Камбио.
- Нотр Дам в Кутансе, Франция, план.

Понятное построение и «зальность» присуща и интерьеру Санта Репараты, несмотря на готичность столбов и каменные своды без обильного рисунка нервюр. Различия были и в отсутствии привычного трансепта. Арнольфо ди Камбио спроектировал исполинский восьмиугольный хор, который планировал перекрыть куполом. Купол — элемент архитектуры, детально разработанный ещё архитекторами Древнего Рима. Нечего и искать подобного решения в проектах и готических сооружениях Франции, «родины» готики. Ясными, «зальними», лишёнными готической переусложнённости выглядят даже планы якобы готических сооружений Флоренции — и Санта Кроче, и Санта Репараты. Ещё во времена готики в Тоскане и Флоренции сложились условия для проторенессанса и триумфального развития архитектуры итальянского Возрождения. Купол в период готики так и не смогли создать из-за технической сложности задачи. Величественный купол будет создан позднее — в эпоху Возрождения.
Наиболее «готическим» сооружением Италии стал Миланский собор, который сохранял и готичность, и парадоксальность. Этому способствовали и географическая близость столицы Ломбардии к Франции и Германии, и культурные, торговые связи со странами по ту сторону Альп. Большой по размерам (158 м в длину и 58 м в ширину), он был одним из крупнейших храмов Западной Европы и типичным готическим долгостроем. Построение собора растянулось с 1386-го до 1906 года. По плану Миланский собор напоминает сакральные сооружения Германии. Но «немецкий план» сочетается с ломбардским фасадом, который изобилует множеством мраморных деталей и украшений. Миланский собор производит впечатление приземлённого сооружения, несмотря на размеры и множество башен, шпилей и башенок, что скрывают это его свойство. Ещё во времена Древнего Рима здесь стоял храм богини Минервы. В средневековье его заменили две церкви — Санта Текта и Санта Мария Маджоре, которые окончательно разрушили в XVI веке. Освободившиеся площади и отвели под сооружение Миланского собора. Первоначальный план создал архитектор Марко ди Кампионе. По его плану должен был возникнуть комплекс сакральных сооружений, который так и не был реализован. По плану Марко ди Кампионе — собор имел планировку в виде латинского креста и пять нефов. Но на протяжении пятисот пятидесяти лет к постройке Миланского собора были причастны сто восемьдесят (180) разных архитекторов, скульпторов, художников, что обусловило парадоксальность его построения и декора в разных стилях. В Европе — это самое большое сооружение, полностью выстроенное из мрамора.
Венецианская готика.

## Поздняя готика
Крупные строительные работы были приостановлены в связи с распространением «черной смерти», страшной эпидемией чумы, охватившей Западную Европу в середине XIV века. Готическая эстетика отличалась религиозной настроенностью и повышенной духовностью. Эпидемия «черной смерти», наоборот, привнесла хаос и в религиозную, и в социальную жизнь. Перепуганные духовные пастыри могли предложить лишь молитвы и покаяния за грехи (флагеллантство). Среди городов, наиболее пострадавших от эпидемии, выделялась папская столица Авиньон.
После отступления болезни в Европе наступил период поздней, или пламенеющей готики — своего рода маньеризм, сопровождавшийся удлинением пропорций и дальнейшим дроблением декора. На Пиренеях этот извод готической архитектуры принял форму стилей мануэлино (в Португалии) и исабелино (в Кастилии). В Германии и Богемии (Чехии) получила развитие Зондерготика (особенная готика).

## Реакция против готики
Ни один из периодов развития европейской архитектуры не вызывал таких споров в оценках — от неприятия и осуждения до безоговорочного восхищения вплоть до попыток возродить как национальное наследие. Осуждение и пренебрежительное отношение к готике возникло в ренессансной Италии, чрезвычайно богатой античным наследием. Памятники античного мира стали отправной точкой для формирования мировоззрения итальянских художников той эпохи. Однако даже в столетия, последовавшие за Возрождением, готическая архитектура не исчезала с горизонта западноевропейской культуры. 
Итальянские теоретики архитектуры эпохи кватроченто — Леон Баттиста Альберти и Антонио Филарете — создают трактаты-панегирики древнеримской архитектуре. Но все иллюстрации Филарете к трактатам — компромиссное сочетание готических элементов с античными заимствованиями. Технологию готической архитектуры изложил Чезаре Чезарино в комментариях 1521 года к «Десяти книгам об архитектуре» римлянина Витрувия, где также дал подробное описание такого готического сооружения, как Миланский собор. Готическая архитектура — важная составляющая театральных декораций как Бальдассаре Перуцци, так и Себастьяно Серлио, который годами строил во Франции и собственными глазами видел прославленные образцы французской готики. Готические элементы попадаются даже в графических штудиях Леонардо да Винчи.
В странах Северной Европы готическая архитектура воспринималась более ровно, оставаясь в лоне национальных культур даже в эпоху Северного Возрождения. Отдельные традиции готики продолжают такие ренессансные и барочные зодчие, как Филибер Делорм, Франсуа Мансар, Гварино Гварини, Ян Сантини, не говоря уже о британских архитекторах, заложивших основы неоготики.
Могучее западноевропейское барокко заимствовало отдельные идеи и конструктивные особенности готической архитектуры, что особенно заметно в творчестве мастеров Испании, Австрии, немецких княжеств. Величайший мастер габсбургского барокко, Иоганн Бернхард Фишер фон Эрлах, в своём обзоре архитектурных стилей без всякого осуждения рассказывает о готических сооружениях.

## Неоготическая архитектура
Мода на готику вернулась в середине XVIII века, первоначально получив распространение среди британских аристократов. В эпоху романтизма на волне идеализации Средних веков готикой «заболела» и континентальная Европа. Такие авторы, как Джон Рёскин, переоценили весь путь развития европейской архитектуры с новых позиций, не предполагавших приоритета античности. Француз Виолле ле Дюк реализовал немало масштабных проектов реконструкции полуразрушенных памятников Средневековья, «додумав» недостающие элементы и приукрасив многие из них. Огастес Пьюджин сделал неоготику национальным стилем Британской империи викторианского периода. В колониях смешение готики с национальными традициями давало такие причудливые гибриды, как индо-сарацинский стиль.
Вслед за реставрацией готических сооружений началась активная достройка готических соборов Испании, Германии, Чехии (заброшенных ещё во времена средневековья, как, например, Кёльнский собор), а в XX веке пришлось поднимать из руин готические соборы, уничтоженные за время мировых войн. На территории Российской империи крупнейшим заказчиком неоготических сооружений в начале XX века выступала католическая церковь, развернувшая программу строительства костёлов для своей паствы (состоявшей преимущественно из польской диаспоры, широко представленной в крупных городах на просторах империи).

## Изучение наследия готической архитектуры
Восстановление и реставрация памятников готической архитектуры идут рука об руку с тщательным изучением архивов, надгробий эпохи готики, археологическими раскопками. Секретарь французского исторического комитета Эжен Дидрон-старший в продолжение 37 лет (с 1844 по 1881) публиковал «Археологические анналы» с архивными текстами, именами забытых средневековых мастеров, чертежами построек той эпохи, а также легендами о возведении средневековых зданий. Учёный Эмиль Маль обработал огромный объём информации по романской и готической архитектуре, накопленной различными исследователями. Ганс Ханлозер в 1935 году обнародовал капитальное исследование так называемого альбома Виллара де Оннекура, уникального памятника-рукописи и практически дневника архитектора эпохи готики первой половины XIII века.
Среди значительных научных событий XX века — Международный коллоквиум 1983 года в городе Ренн (Франция) по проблемам изучения средневекового искусства и готической архитектуры.